# Amangkurat II
Amangkurat II, parfois orthographié Amengkurat II, est le premier sunan (souverain) de Kartasura, successeur du Sultanat de Mataram. Il règne de 1677 à 1703. Arrivé au pouvoir à la mort de son père Amangkurat Ier en pleine lutte de pouvoir, Amangkurat II doit se reposer sur les forces de la compagnie néerlandaise des Indes orientales (VOC) pour reconquérir son royaume. De nombreuses concessions à la compagnie sont alors faites, afin de pouvoir éponger ses dettes. Il établit sa capitale à Kartasura en septembre 1680.
Son règne voit le pouvoir central javanais s'affaiblir et la cour royale se diviser, notamment juste avant sa mort, où les partisans des futurs Amangkurat III (son fils) et Pakubuwono Ier (son frère) scindent le royaume en deux camps.

## Histoire

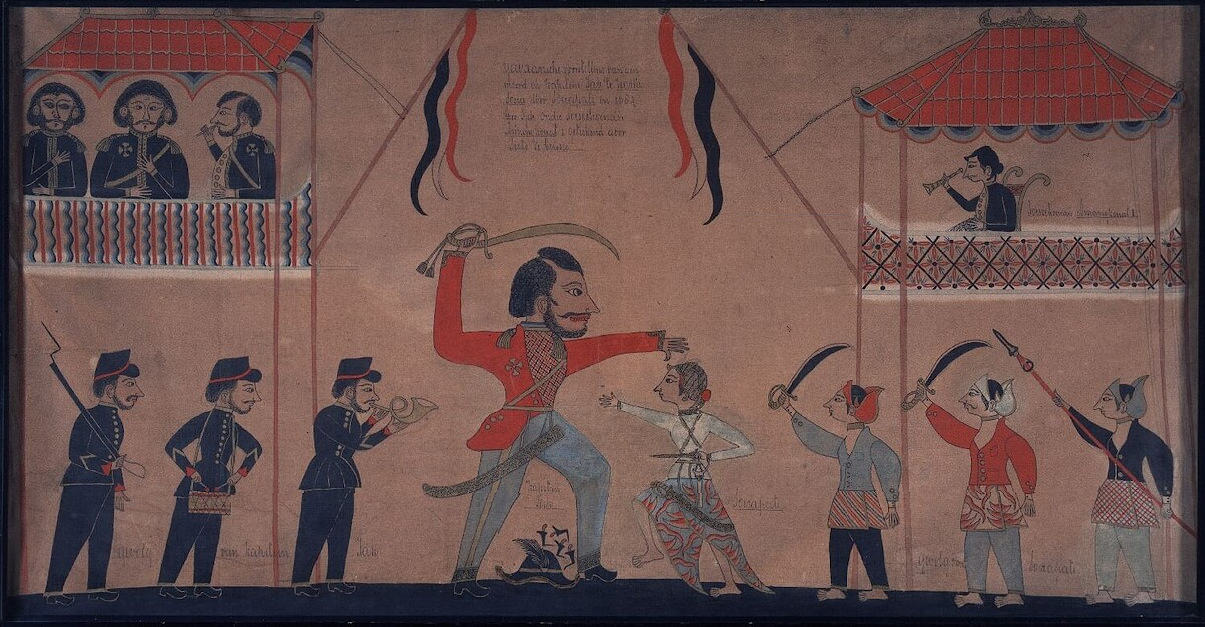
Le meurtre du capitaine Tack de la VOC par les troupes javanaises et celles du rebelle balinais Surapati en 1686 lors du règne d'Amangkurat II (peinture traditionnelle javanaise, entre 1890 et 1900).

Amangkurat Ier s'oppose rapidement à la compagnie néerlandaise des Indes orientales (VOC). Le pouvoir central du sultanat gêne la politique de la VOC, et celle-ci tente dans les années 1660 de diviser la monarchie, notamment en soutenant Amangkurat II dans sa tentative de renverser son père. Allié à Trunajaya, un prince de Madura, et Raden Kajoran, qui se prétend doté de pouvoirs magiques, Amangkurat II déclare la guerre à son père en 1676. Un an plus tard, la VOC participe à l'effort de guerre au côté d'Amangkurat II à condition du remboursement des frais engagés et d'une concession sur les installations portuaires de la côté nord de Java. Amangkurat Ier meurt en juillet 1677 et Amangkurat II lui succède, mais hormis les regalia, il ne dispose d'aucune armée, royaume ou soutiens et se tourne vers la VOC pour gagner le trône. Avec l’aide des forces néerlandaises, Amangkurat II écarte du pouvoir Trunajaya, qu'il tue personnellement en 1680, et son frère cadet le prince pangeran Puger qui est vaincu en 1681.
Amangkurat II établit son royaume à Kartasura en septembre 1680. Il est le premier monarque javanais couronné lors d'une cérémonie de couronnement orchestrée par la VOC, où même la couronne de Majapahit a été inventée de toutes pièces par la compagnie. Son règne voit le pouvoir central javanais s'amoindrir, les provinces limitrophes du royaume et la VOC gagnant de plus en plus de pouvoirs. À la fin de son règne, sa cour est divisée entre les partisans de son fils, qui deviendra Amangkurat III, et ceux de pangeran Puger, le frère cadet du roi. Vers 1700, atteint d'une sévère paralysie des jambes, Amangkurat II fait réaliser un grand rampokan macan ; il meurt toutefois en 1703.